# 藤原導夫
藤原 導夫（ふじわら みちお、1943年 - ）は、日本の牧師。牧会学博士。日本バプテスト教会連合・市川北バプテスト教会牧師、お茶の水聖書学院学院長、東京基督教大学講師、日本福音主義神学会理事。島根県生まれ。
日本クリスチャン・カレッジ、ナザレン・セオロジカル・セミナリー、アジア神学大学院日本校を卒業。日本ナザレン教団（目黒区、室蘭市、弟子屈町、カンザスシティ、島根県大原郡木次町）を経て、現在は日本バプテスト教会連合･市川北教会で牧会。

## 著書
- 論文『説教と聖霊』1997
- 『キリスト教説教入門―その本質と実際―』いのちのことば社、1998
- 『まことの説教を求めて―加藤常昭の説教論―』キリスト新聞社、2012